# São Bento do Mato
São Bento do Mato ist eine Gemeinde (Freguesia) im portugiesischen Kreis Évora. In ihr leben 991 Einwohner (Stand 19. April 2021).